# Dead or Alive 2
Dead or Alive 2 és una pel·lícula japonesa dirigida per Takashi Miike, estrenada el 2000. Ha estat doblada al català.

## Argument
Dos assassins a sou coincideixen per circumstancies de la vida en l'orfenat on van créixer en una illa al sud del Japó. El contacte amb els nens de l'orfenat els fa prendre la iniciativa d'exercir les seves professions invertint els seus guanys en vacunes per als nens pobres i necessitats del tercer món. En un dels seus "treballs" liquiden a un "superdotat", la qual cosa porta a la vídua del difunt a contractar a tres assassins que només es comuniquen mitjançant missatges de mòbil a donar caça i captura al duo protagonista...

## Repartiment
- Shō Aikawa: Mizuki Otamoko
- Edison Chen: Boo
- Kenichi Endō: Kôhei
- Masato: Hoo
- Riki Takeuchi: Shuuichi Sawada
- Teah: Woo
- Shinya Tsukamoto: Magic Higashino

## Premis i nominacions
- Premi a la millor pel·lícula asiàtic en el festival FanTasia 2001.